# Enrico IV di Lussemburgo
Enrico di Namur detto Enrico il Cieco (1112 circa – Echternach, 14 agosto 1196) fu conte di Lussemburgo dal 1136 alla sua morte e conte di Namur dal 1139 al 1189.

## Origine
Enrico, sia secondo la Chronica Albrici Monachi Trium Fontium, che il Gisleberti Chronicon Hanoniense, era figlio del Conte di Namur, Goffredo I e della sua seconda moglie, Ermesinda di Lussemburgo, figlia del conte di Lussemburgo e difensore dell'abbazia di San Massimino di Treviri e dell'abbazia di Stablo, Corrado I e di Clemenza d'Aquitania, come ci viene confermato sia da La formation territoriale des principautés belges au moyen-âge (Brussels), Vol. II, che dalla Chronica Albrici Monachi Trium Fontium e dal documento n° 465a del Urkundenbuch zur geschichte der: jetzt die preussischen, Volume 1, inerente ad una donazione fatta da Clemenza (Clementia venerabilis comitissa), con l'approvazione anche della figlia Ermesinda (filie Irmesindis).
Goffredo I di Namur, sia secondo il Cartulaire de la commune de Namur, tome premier, che secondo gli Actes des comtes de Namur de la première race, 946-1196, ed anche secondo il Chronicon Sancti Hubert Andaginensis era figlio del Conte di Namur, Alberto III e della moglie, Ida di Sassonia, che, secondo la Genealogia ex stirpe Sancti Arnulfi descendentium Mettensis era figlia del duca di Sassonia, Bernardo II e di Eilika di Schweinfurt.

## Biografia
I suoi genitori erano al loro secondo matrimonio:
- suo padre, Goffredo, sia secondo il Chronicon Sancti Huberti Andaginensis, che secondo la Chronica Albrici Monachi Trium Fontium, in prime nozze, nel 1087, aveva sposato Sibilla di Château-Porcien, figlia del conte di Château-Porcien, Ruggero[10][11] e della moglie, Ermesinda[12].
Goffredo da Sibilla aveva avuto due figlie[13]:
  - Elisabetta († dopo il 1148), che sposò Gervaso († 1124), signore di Rethel, poi Clarembaud di Rosoy, come da Chronica Albrici Monachi Trium Fontium[14];
  - Flandrine, che sposò Ugo d'Epinoy, come da Chronica Albrici Monachi Trium Fontium[11]
- sua madre, Ermesinda era vedova di Alberto II di Moha († 1098), conte di Egisheim e di Dagsbourg, come ci viene confermato sia dal capitolo XXV del Diplomatum Belgicorum nova collectio, Volume 4, Ermesinda contessa di Moha (Ermensendis comitissa de Muhalt) citata come moglie del conte Alberto (uxor extitit nobilissimi comitis Alberti)[15], che dal documento n° LXXVI delle Die älteren Urkunden des Klosters S. Vanne zu Verdun (non consultato), nel quale Ermesinda conferma una donazione alla chiesa di Verdun Sainte-Vanne, fatta dal suo precedente marito (senioris mei comitis Alberti)[13]; quest'ultimo documento fu controfirmato da due nipoti di Ermesinda, che conferma che Ermesinda aveva dato ad Alberto II di Moha due figlie[16]:
  - Matilde († prima del 1157), che aveva sposato Folmar V, conte di Metz, come da documento delle Preuves de l'Histoire de Lorraine, Volume 5[17];
  - figlia di cui non si conosce il nome, che sposò un conte di nome Aiolfo.

Secondo La formation territoriale des principautés belges au moyen-âge (Brussels), Vol. II, Enrico ottenne le Contee di Durbuy e di La Roche, dopo il 1124.
Il conte di Lussemburgo, Corrado II morì nel 1136 e fu inumato nell'abbazia d'Altmünster.
Alla sua morte non ci furono eredi diretti maschi (il figlio di Corrado II, Ottone, di circa un anno, non venne preso in considerazione), considerando Corrado l'ultimo discendente della linea diretta maschile gli succedette, assieme alla madre, Ermesinda, Enrico, cugino di Corrado II, che fu conte di Lussemburgo dal 1136, come conferma La formation territoriale des principautés belges au moyen-âge (Brussels), Vol. II, per cui Enrico succedette al cugino, in quanto parente più prossimo a Corrado. Dopo 173 anni dalla costruzione del castello di Lussemburgo, la linea di successione diretta del Casato delle Ardenne era cessata.
Il re di Germania, Corrado III di Svevia, gli concesse il titolo di Difensore dell'abbazia di San Massimino di Treviri.
Suo padre, Goffredo, nel 1138, fu a Colonia, presso il nuovo re dei Romani, Corrado Hohenstaufen, suo parente e, nel giugno 1139, Enrico, assieme al padre fu presente, a Liegi, alla dieta di, Corrado Hohenstaufen.
Fu l'ultimo atto della vita pubblica di Goffredo, che, poco dopo, vestì l'abito monacale nell'abbazia di Floreffe dove, secondo il Nécrologe de l'abbaye de Floreffe, de l'ordre de Prémontré, au diocèse de Namur, morì il 19 agosto 1139.
Nel 1139 Enrico divenne conte di Namur, Enrico I, succedendo al padre Goffredo.
Secondo la Histoire généalogique de la maison royale de Dreux (Paris), Luxembourg, seguendo la politica dei suoi predecessori, Enrico fu coinvolto in una disputa con l'arcivescovo di Treviri per l'abbazia di Saint-Maximian: la disputa durò alcuni anni, sino a che, anche per l'intervento di Corrado III di Svevia e di Bernardo di Chiaravalle, fu raggiunto un accordo, col giuramento di Spira, del 4 gennaio 1146.
Ancora secondo La formation territoriale des principautés belges au moyen-âge (Brussels), Vol. II, Enrico, nel 1163 cedette le contee di Durbuy e di La Roche, alla sorella, Alice, moglie del conte d'Hainaut, Baldovino IV, come ci viene confermato dal Gisleberti Chronicon Hanoniense e nello stesso tempo, essendo ancora senza eredi, ed essendosi separato dalla prima moglie, John Allyne Gade, nel suo Luxembourg in the Middle Ages (non consultato), asserisce che designò il cognato, Baldovino IV di Hainaut, come suo successore, ed in caso di sua morte, l'erede sarebbe stato uno dei figli.
Secondo la Histoire généalogique de la maison royale de Dreux (Paris), Luxembourg, nel 1182, Enrico fondò l'abbazia di Nostra Signora di Lussemburgo ed in quello stesso periodo divenne cieco.
Nel 1186, Agnese, seconda moglie di Enrico, dopo anni di sterilità e anni di lontananza dal marito, diede alla luce la figlia Ermesinda, che fu immediatamente fidanzata a Enrico II, conte di Champagne.
Dopo la morte di Baldovino IV di Hainaut, nel 1171, era divenuto erede di Enrico IV il figlio, Baldovino V di Hainaut, ma la nascita di Ermesinda, figlia di Enrico e della sua seconda moglie, rimise in discussione l'eredità di Baldovino V sulle contee di Lussemburgo e di Namur.
Nel 1187, l'imperatore, Federico Barbarossa, confermò Baldovino V erede della contea di Namur, e, nel 1188, riconoscendogli ancora il suo diritto di successione, trasformò la contea in margraviato.
Allora tra il 1188 ed il 1189, Baldovino V, approfittando del fatto che Enrico era vecchio e malato e Enrico II di Champagne era impegnato nella guerra col re di Francia Filippo II Augusto, occupò la contea di Namur.
Enrico morì nel 1196; secondo il Nécrologe de l'abbaye de Floreffe, de l'ordre de Prémontré, au diocèse de Namur, morì a Echternach e fu traslato e sepolto a Floreffe, nell'abbazia fondata dai suoi genitori.
Alla sua morte non avendo eredi maschi, l'unico discendente diretto era la figlia, Ermesinda. Il suo successore nella contea divenuta marchesato di Namur era stato Baldovino V di Hainaut, mentre la contea di Lussemburgo fu ereditata dall'imperatore, Enrico VI, che consegnò il titolo di conte di Lussemburgo al fratello, Ottone.

## Matrimoni e discendenza
Enrico, nel 1157, secondo il documento CX del Cartulaire de l'Abbaye de Saint-Bertin, si era sposato in prime nozze con Lauretta di Fiandra, figlia del signore di Bitche, in Alsazia e conte delle Fiandre, Teodorico di Alsazia e della sua prima moglie, Swanhilde, di cui non si conoscono gli ascendenti, e che, secondo il Flandria Generosa, era una consanguinea. Lauretta aveva già avuto tre mariti: aveva sposato, in prime nozze, Ivan, comte d'Alosa, in seconde nozze, nel 1150 circa, Enrico II, duca di Limburgo, dopo la separazione del 1152, nello stesso anno, in terze nozze, Rodolfo I, conte di Vermandois, di cui era rimasta vedova.
 Lauretta, nel 1163, si separò da Enrico e si ritirò nell'abbazia di Forest, vicino a Bruxelles, dove morì.
Enrico da Lauretta non aveva avuto figli.
Enrico, nel 1167, sia secondo la Chronica Albrici Monachi Trium Fontium, che il Gisleberti Chronicon Hanoniense, si era sposato in seconde nozze con Agnese di Gheldria, figlia del conte di Gheldria e conte di Zutphen, Enrico I (Agnetam filiam Henrici nobilissimi comitis de Ghelre) e Agnese di Arnstein, come conferma anche la Vita Lodewici comitis de Arnstein, riportando che una sorella del conte d'Arnstein, si sposò nella Contea di Zutphen (in Sutpheniensem transiit comitiam), senza precisare il nome, riportando che era la settima sorella del conte Ludovico, quindi una discendente degli Arnstein.
Ancora il Gisleberti Chronicon Hanoniense ci informa che, dopo 4 anni, Enrico rimandò al padre la moglie, Agnese; secondo John Allyne Gade, nel suo Luxembourg in the Middle Ages (non consultato), Agnese, dopo aver lasciato il marito si ritirò in convento, e dopo diversi anni, anche su sollecitazione di papa Alessandro III, si giunse ad un accordo con Enrico; il Gisleberti Chronicon Hanoniense ci informa che, dopo quindici anni di separazione, anche per le sollecitazioni del conte di Fiandra (Filippo I), dell'arcivescovo di Colonia (Philipp von Heinsberg) e del duca di Lovanio (Goffredo III), i coniugi tornarono insieme e, successivo mese di luglio nacque una figlia.
Enrico da Agnese ebbe una sola figlia:
- Ermesinda[43] (1186 - 1247), Contessa di Lussemburgo[44].

## Ascendenza
|                          |                           |                               | Genitori                 |  |  | Nonni |  |  | Bisnonni            |  |  | Trisnonni          |  |
|                          |                           |                               |                          |  |  |       |  |  | Alberto II di Namur |  |  | Alberto I di Namur |  |
|                          |                           |                               |                          |  |  |       |  |  | Alberto II di Namur |  |  | Alberto I di Namur |  |
|                          |                           | Ermengarda della Bassa Lorena |                          |  |  |       |  |  | Alberto II di Namur |  |  |                    |  |
| Alberto III di Namur     |                           |                               |                          |  |  |       |  |  | Alberto II di Namur |  |  |                    |  |
|                          |                           | Regelinda della Bassa Lorena  | Gothelo I di Lorena      |  |  |       |  |  |                     |  |  |                    |  |
|                          |                           | Regelinda della Bassa Lorena  | Gothelo I di Lorena      |  |  |       |  |  |                     |  |  |                    |  |
|                          |                           | Regelinda della Bassa Lorena  | …                        |  |  |       |  |  |                     |  |  |                    |  |
| Goffredo I di Namur      |                           | Regelinda della Bassa Lorena  |                          |  |  |       |  |  |                     |  |  |                    |  |
|                          |                           | Bernardo II di Sassonia       | Bernardo I di Sassonia   |  |  |       |  |  |                     |  |  |                    |  |
|                          |                           | Bernardo II di Sassonia       | Bernardo I di Sassonia   |  |  |       |  |  |                     |  |  |                    |  |
|                          |                           | Bernardo II di Sassonia       | Ildegarda                |  |  |       |  |  |                     |  |  |                    |  |
| Ida di Sassonia          |                           | Bernardo II di Sassonia       |                          |  |  |       |  |  |                     |  |  |                    |  |
|                          |                           | Eilika di Schweinfurt         | Enrico di Schweinfurt    |  |  |       |  |  |                     |  |  |                    |  |
|                          |                           | Eilika di Schweinfurt         | Enrico di Schweinfurt    |  |  |       |  |  |                     |  |  |                    |  |
|                          |                           | Eilika di Schweinfurt         | Gerberga di Gleiberg     |  |  |       |  |  |                     |  |  |                    |  |
| Enrico IV di Lussemburgo |                           | Eilika di Schweinfurt         |                          |  |  |       |  |  |                     |  |  |                    |  |
|                          | Giselberto di Lussemburgo | Federico di Lussemburgo       |                          |  |  |       |  |  |                     |  |  |                    |  |
|                          | Giselberto di Lussemburgo | Federico di Lussemburgo       |                          |  |  |       |  |  |                     |  |  |                    |  |
|                          | Giselberto di Lussemburgo | …                             |                          |  |  |       |  |  |                     |  |  |                    |  |
| Corrado I di Lussemburgo | Giselberto di Lussemburgo |                               |                          |  |  |       |  |  |                     |  |  |                    |  |
|                          |                           | …                             | …                        |  |  |       |  |  |                     |  |  |                    |  |
|                          |                           | …                             | …                        |  |  |       |  |  |                     |  |  |                    |  |
|                          |                           | …                             | …                        |  |  |       |  |  |                     |  |  |                    |  |
| Ermesinde di Lussemburgo |                           | …                             |                          |  |  |       |  |  |                     |  |  |                    |  |
|                          |                           | Guglielmo VII d'Aquitania     | Guglielmo V di Aquitania |  |  |       |  |  |                     |  |  |                    |  |
|                          |                           | Guglielmo VII d'Aquitania     | Guglielmo V di Aquitania |  |  |       |  |  |                     |  |  |                    |  |
|                          |                           | Guglielmo VII d'Aquitania     | Agnese di Borgogna       |  |  |       |  |  |                     |  |  |                    |  |
| Clemenza d'Aquitania     |                           | Guglielmo VII d'Aquitania     |                          |  |  |       |  |  |                     |  |  |                    |  |
|                          |                           | Ermesinda                     | …                        |  |  |       |  |  |                     |  |  |                    |  |
|                          |                           | Ermesinda                     | …                        |  |  |       |  |  |                     |  |  |                    |  |
|                          |                           | Ermesinda                     | …                        |  |  |       |  |  |                     |  |  |                    |  |
|                          |                           | Ermesinda                     |                          |  |  |       |  |  |                     |  |  |                    |  |

### Fonti primarie
- (LA)  Fontes rerum Germanicarum III.
- (LA)  Cartulaire de l'abbaye de Saint-Bertin.
- (LA)  Monumenta Germaniae Historica, Scriptorum, Tomus XXIII
- (LA)  Monumenta Germaniae Historica, Scriptorum, Tomus XXV
- (LA)  Monumenta Germaniae Historica, Scriptorum, Tomus XXI
- (LA)  Monumenta Germaniae Historica, Scriptorum, Tomus VIII
- (LA)  Diplomatum Belgicorum nova collectio, Volume 4
- (LA)  Urkundenbuch zur geschichte der: jetzt die preussischen, Volume 1
- (LA, FR)  #ES Nécrologe de l'abbaye de Floreffe, de l'ordre de Prémontré, au diocèse de Namur Archiviato il 22 dicembre 2017 in Internet Archive.

### Letteratura storiografica
- Austin Lane Pool, "Federico Barbarossa e la Germania", cap. XXIV, vol. IV (La riforma della chiesa e la lotta tra papi e imperatori) della Storia del mondo medievale, 1999, pp. 823–858
- (FR)  La formation territoriale des principautés belges au moyen-âge (Brussels), Vol. II.
- (FR)  Histoire généalogique de la maison royale de Dreux (Paris), Luxembourg.
- (FR)  Histoire ecclésiastique et civile du duché de Luxembourg et comté, Volume 3.
- (FR)  Cartulaire de la commune de Namur, tome premier
- (FR)  Actes des comtes de Namur de la première race, 946-1196